# 고급 시스템 포맷
고급 시스템 포맷(Advanced Systems Format, ASF)은 마이크로소프트사에서 만든, 디지털 소리와 영상을 담는 포맷이며, 특히 스트리밍 미디어를 뜻한다. 과거에는 능동 스트리밍 포맷(Active Streaming Format), 고급 스트리밍 포맷(Advanced Streaming Format)이라는 용어를 사용하였다. ASF는 윈도우 미디어 프레임워크의 일부이다.
또한 인터넷이 연결되어 있지 않은 로컬 컴퓨터에서도 재생할 수 있다. 1개의 파일에 다중 비트 레이트의 영상, 소리, 메타데이터, 정지 화면, URL, 자막 등의 데이터를 넣을 수 있다.
윈도 미디어 (윈도우 미디어 비디오 (WMV) / 윈도우 미디어 오디오 (WMA))의 표준 형식 파일이다.

## 특허 문제
마이크로소프트는 ASF 저장 구조를 미국 특허로 취급한다. 프리웨어인 동영상 편집 프로그램 버추얼덥도 원래 ASF와 호환이 되었으나, 마이크로소프트사가 손해 배상 청구를 하였기 때문에 지금은 ASF와 호환되고 있지 않다.

## ASF 파일에 저장할 수 있는 미디어
ASF 파일은 아래에 나타내는 영상, 소리, 코덱의 미디어 자료를 합하여 저장하는 데에 쓰일 수 있다.
- 영상：MS-MPEG4, ISO MPEG-4, WMV7, WMV8, WMV9, 디빅(DivX)
- 소리：WMA9, G.726, LPCM, MP3

## ASF 파일에서 쓰이는 확장자
- .asf　(윈도 미디어 이외의 코덱을 사용해 압축된 자료를 포함한 파일)
- .asx
- .wmv (윈도 미디어 비디오 코덱을 사용해 압축된 자료를 포함한 파일)
- .wvx
- .wma (윈도 미디어 오디오 코덱을 사용해 압축된 자료를 포함한 파일)
- .wax

## 코덱
ASF 컨테이너 포맷이 기술적으로 아무 코덱이나 포함할 수 있음에도 불구하고, 마이크로소프트의 인코딩 도구(윈도 미디어 인코더, 윈도우 무비 메이커 등)는 다이렉트X 미디어 오브젝트 (DMO) 프레임워크를 사용하여 ASF/WMA/WMV 파일들을 만들어 낸다. 이제까지, 서드파티 DMO 기반 코덱들은 찾기가 쉽지 않다. 마이크로소프트는 이러한 포맷의 재생을 허용하는 데 목표를 두는 자유 소프트웨어 프로젝트에게 특허 위반이라는 명목으로 위협을 가하고 있다.

## 같이 보기
윈도 미디어
- 윈도우 미디어 비디오 (WMV)
- 윈도우 미디어 오디오 (WMA)

관련 항목
- AVI
- OGG
- OGM
- MKV
- MOV
- MP4
- MPEG-2

그 밖
- 소프트웨어 특허